# Liolaemus scorialis
Espèce
Liolaemus scorialis est une espèce de sauriens de la famille des Liolaemidae.

## Répartition
Cette espèce est endémique de la région du Biobío au Chili.

## Étymologie
Le nom spécifique scorialis vient du grec skôría, la scorie, en référence à l'habitat de cette espèce.

## Publication originale
- Troncoso-Palacios, Díaz, Esquerré & Urra, 2015 : Two new species of the Liolaemus elongatus-kriegi complex (Iguania, Liolaemidae) from Andean highlands of southern Chile. ZooKeys no 500, p. 83-109 (texte intégral).